# シモン・マルチニアク
シモン・マルチニアク（Szymon Marciniak、1981年1月7日 - ）は、ポーランド・プウォツク出身のプロサッカー審判員。最も評価の高い審判の一人と見なされている。

## 国内でのキャリア
1981年にポーランドのプウォツクで生まれ、21歳でアマチュアサッカー選手と並行してサッカーの審判としてのキャリアを始めた。2006年、サッカーのプロ審判に契約を変更。2009年にGKSベウハトゥフの本拠地で行われたポーランドのトッププロリーグ・クラサC（現・エクストラクラサ）で初めて審判を担当した。以降、彼はエクストラクラサで200以上の試合を審判し、2016年のポーランドカップ決勝戦と2017年のポーランド・スーパーカップ決勝戦で主審に任命された。

## 国際的なキャリア
彼は2011年に国際サッカー連盟 (FIFA) に国際審判員として登録された。同年、彼はUEFAヨーロッパリーグ 2011-12予選2回戦・オーレスンFK対フェレンツヴァーロシュTCの試合でヨーロッパリーグの審判としてデビューした 。2012年には、彼はUEFAチャンピオンズリーグ 2012-13予選2回戦・FKヴェンツピルス対モルデFKの試合を担当した。さらに2014 FIFAワールドカップ・ヨーロッパ予選で グループF・ポルトガル対アゼルバイジャンの試合を担当した。
2015年6月30日、彼はUEFA U-21欧州選手権2015決勝の主審を務めた。
UEFA EURO 2016では、グループステージでスペイン対チェコ、アイスランド対オーストリア、決勝トーナメントでドイツ対スロバキアの3試合を担当した。
2018年3月29日、FIFAは、副審のパウエル・ソコーリニチキとトーマス・リストキエヴィチとともに、2018 FIFAワールドカップの審判団に選出され、グループD・アルゼンチン対アイスランドとグループF・ドイツ対スウェーデンの2試合を担当した。彼はまた、レアル・マドリードとアトレティコ・マドリードの間で行われる2018 UEFAスーパーカップの主審に選ばれた。
2022年5月19日、FIFAは、2022 FIFAワールドカップの審判団に選出されたことを発表し、グループD・フランス対デンマークと決勝トーナメントのラウンド16、アルゼンチン対オーストラリア・決勝のアルゼンチン対フランスの3試合を担当した。
決勝は、「非の打ち所のないジャッジ」と評された。またワールドカップ史上最高の決勝戦とされた。
UEFAチャンピオンズリーグ 2022-23ではグループB第1節 アトレティコ・マドリードvsポルト、グループC第4節 バルセロナvsインテル、グループD第6節 マルセイユvsトッテナム、グループE第5節 ディナモ・ザグレブvsミラン、ラウンド16 ポルトvsインテルの2ndレグ、準々決勝 ミランvsナポリの2ndレグ、準決勝 マンチェスター・シティvsレアル・マドリードの2ndレグ、決勝 マンチェスター・シティvsインテルの主審を務めた。
これにより、ハワード・ウェブ以来となるUEFAチャンピオンズリーグ決勝とFIFAワールドカップ決勝の両方で主審を務めた史上2人目の人物となった。
| 先代 ジャンルカ・ロッキ | UEFAスーパーカップ 主審 2018 | 次代 ステファニー・フラパール |